# CBX8
CBX8‏ (Chromobox 8) هوَ بروتين يُشَفر بواسطة جين CBX8 في الإنسان.